# Ana María Villarreal
Ana María Villarreal (Salta, provincia de Salta, Argentina, 9 de octubre de 1935 - Trelew, provincia de Chubut, Argentina, 22 de agosto de 1972) conocida por el apodo de Sayo -derivado de “sayonara” porque tenía los ojos rasgados-, fue una guerrillera que militó en el Partido Revolucionario de los Trabajadores e integró las filas del Ejército Revolucionario del Pueblo.
Fue detenida por la policía en un control el 2 de febrero de 1972 cuando viajaba en ómnibus y estaba alojada en el penal de máxima seguridad de Rawson cuando se produjo el intento de fuga al que siguió su captura y muerte.

## Primeros años
Sus padres fueron Eloísa Guillermina Cassasola y Edmundo Diego Villarreal, este último, restaurador de piezas artísticas. Cursó la escuela primaria pública e hizo el secundario en la escuela normal religiosa Santa Rosa de Viterbo en tanto al mismo tiempo estudiaba pintura y escultura en la Escuela de Bellas Artes Tomás Cabrera. En estas dos disciplinas fue influida por el pintor Alfredo Bernier quien, además, le dio clases particulares. Estudió danzas folklóricas junto con su hermana Cristina y cursó Artes Plásticas en la Universidad Nacional de Tucumán.
En 1959, conoció a Roberto Mario Santucho, con el que se casó al año siguiente, partiendo a comienzos de 1961 en un viaje por América Latina, con el objetivo de llegar a Cuba, previo paso por distintos países, incluido Estados Unidos. Durante su estadía en Cuba Fidel Castro proclamó las metas socialistas de la Revolución Cubana, lo que les impresionó fuertemente.
Ya en Argentina nació la primera de las 3 hijas del matrimonio, dejó su cátedra de Pintura y pasó a militar activamente en el FRIP (Frente Revolucionario Indoamericano Popular), que impulsaba Francisco René Santucho.

## Actividad en el PRT
Al fusionarse el FRIP el 25 de mayo de 1965 con la organización trotskista Palabra Obrera orientada por Nahuel Moreno, Villareal pasa a la nueva formación, el  Partido Revolucionario de los Trabajadores (PRT). 
Por exigencias de la labor militante sus hijas pasan largas temporadas con sus abuelos paternos en la provincia de Santiago del Estero; allí también vivió Villarreal cuando permaneció separada de Santucho durante la relación de éste con Clarisa Lea Place.
Santucho fue detenido el 24 de noviembre de 1969 por una patrulla policial en una calle de San Miguel de Tucumán y alojado en la cárcel de Villa Quinteros, en la localidad de Monteros y posteriormente, para mayor seguridad, fue trasladado a la cárcel de Villa Urquiza. El 9 de julio de 1970 Santucho ingirió un medicamento que le provocaron síntomas e enfermedad por lo que fue trasladado al Hospital Padilla. Al día siguiente lo visitó Villarreal y le llevó una pistola oculta en un libro y Santucho se fugó arrojándose por una ventana.
En el V Congreso del PRT realizado entre el 28 y 30 de julio de 1970 en una isla del Delta del Paraná, se creó por iniciativa de Santucho, el ERP (Ejército Revolucionario del Pueblo). Aunque el ERP no se establece oficialmente como el brazo armado del partido, sus filas están constituidas por todos los militantes del Partido más aquellos combatientes de diferentes capas sociales y disímil extracción política que aceptan pelear por el programa de la organización: este programa se define como antiimperialista y anticapitalista, mientras que el programa del PRT es clara y definidamente socialista. Asimismo el PRT desempeña la función de dirección político-militar del Ejército Revolucionario del Pueblo, con Santucho como uno de sus comandantes. Entre los presentes estuvo Clarisa Lea Place, cuya relación con Santucho ya había sido interrumpida y Villarreal, sin derecho a voto, que había reanudado la relación con su esposo.
Villarreal, Santucho y sus 3 hijas se instalaron a vivir en la ciudad de Córdoba, continuando con las acciones partidarias; el 12 de febrero de 1971 Santucho intervino en el asalto a un camión blindado que les reportó un gran botín. El 11 de marzo de 1971 Villarreal fue herida y detenida cuando hacía un reparto de víveres  en un barrio obrero y encerrada en la cárcel del Buen Pastor de esa ciudad, de donde Santucho trató infructuosamente de rescatarla el 28 de marzo. En la acción fue herida Clarisa Lea Place, que estaba detenida allí desde el 28 de enero del mismo año y fueron detenidos varios guerrilleros. El 11 de junio Santucho repitió el intento, esta vez con éxito, y entre las fugadas estuvieron Villarreal y Clarisa Lea Place.
El 31 de agosto de 1971 Santucho, que había hecho un viaje a Cuba, fue detenido por la policía en Córdoba y trasladado a la Cárcel de Villa Devoto, en Buenos Aires. Durante su estadía en el penal, reforzó los vínculos políticos con miembros del Partido Comunista, de Montoneros, de las Fuerzas Armadas Revolucionarias (FAR) y de las Fuerzas Armadas Peronistas (FAP). Santucho mantenía desde la prisión una copiosa correspondencia con Villarreal, que seguía en la clandestinidad la actividad partidaria.
El 2 de febrero de 1972 Villarreal fue detenida en un ómnibus que se dirigía a Salta llevando documentos de identidad falsos y una arma robada. Fue alojada en la cárcel de Villa Devoto en Buenos Aires y lego en la prisión que funcionaba en el buque Granaderos. El 8 de julio fue condenada a tres años de prisión y al día siguiente se la traslada al penal de Rawson, donde se reencuentra con su esposo y puede recibir la visita de sus hijas.

## Fuga y masacre en Trelew
El 15 de agosto de 1972 Villarreal se fugó del penal junto a otros integrantes de las Fuerzas Armadas Revolucionarias, ERP y Montoneros, en un resonante operativo durante el cual asesinaron al guardiacárcel Juan Gregorio Valenzuela. Por fallas en el operativo sólo un puñado de dirigentes guerrilleros llegó a tiempo al aeropuerto y Villarreal, que integraba un segundo grupo de 19 evadidos logró arribar por sus propios medios en tres taxis al aeropuerto, pero llegaron tarde, justo en el momento en que la aeronave despegaba rumbo al vecino país de Chile, gobernado entonces por el socialista Salvador Allende. 
Al ver frustradas sus posibilidades, luego de ofrecer una conferencia de prensa este contingente depuso sus armas sin oponer resistencia ante los efectivos militares de la Armada que mantenían rodeada la zona, solicitando y recibiendo públicas garantías para sus vidas en presencia de periodistas y autoridades judiciales.
Una patrulla militar bajo las órdenes del capitán de corbeta Luis Emilio Sosa, segundo jefe de la Base Aeronaval Almirante Zar, condujo a los prisioneros recapturados dentro de una unidad de transporte colectivo hacia dicha dependencia militar. Ante la oposición de estos y el pedido de ser trasladados de regreso nuevamente a la cárcel de Rawson, el capitán Sosa adujo que el nuevo sitio de reclusión era transitorio, pues dentro del penal continuaba el motín y no estaban dadas las condiciones de seguridad.
Al arribar el contingente al nuevo destino de detención, el juez Alejandro Godoy, el director del diario Jornada, el subdirector del diario El Chubut, el director de LU17 Héctor "Pepe" Castro y el abogado Mario Abel Amaya, quienes acompañaban como garantes a los detenidos, no pudieron ingresar con ellos y fueron obligados a retirarse.
A las 03:30 horas del 22 de agosto, en la Base Naval Almirante Zar, los 19 detenidos fueron despertados y sacados de sus celdas. Según testimonios de los tres únicos reclusos sobrevivientes, mientras estaban formados y obligados a mirar hacia el piso fueron ametrallados por una patrulla a cargo del capitán de corbeta Luis Emilio Sosa y del teniente Roberto Guillermo Bravo, falleciendo en el acto o  rematados después con armas cortas la mayoría de ellos, incluidas Villarreal y Lea Place.